# 도서관

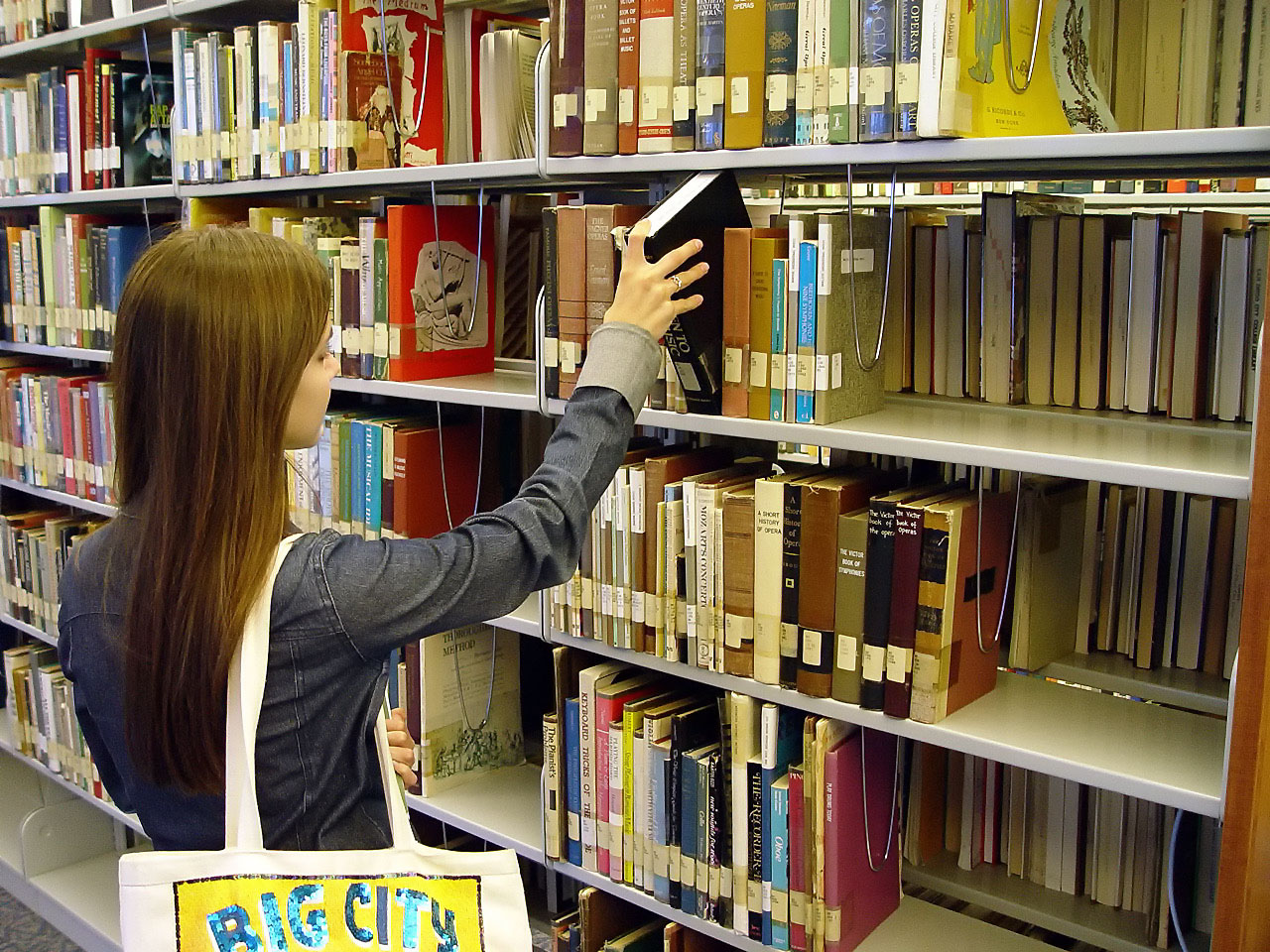
캘리포니아주 샌디에이고에 위치한 샌디에이고 시립 대학 도서관의 선반에서 책을 꺼내는 도서관 이용자

도서관(圖書館, 영어: library)은 책, 잡지, 영상 매체, 마이크로필름 등의 다양한 자료를 공공 기관, 단체나 개인이 수집·정리하여 민간 또는 특정 사용자들이 열람하고 대출할 수 있도록 한 시설이자 문화 및 정보의 중심지다. 도서를 비롯한 각종 정보 자료를 수집, 정리 및 보존함으로써 교육 체계와 정보의 축적, 검색에 매우 중요한 역할을 하며 독서, 조사, 연구에 이용될 수 있다. 도서관 이용자는 도서관에 있는 매체를 통해 여러 세대에 걸쳐 축적된 지식을 열람할 수 있다. 또한 교육·업무·여가 선용에도 중요한 역할을 한다. 도서관의 종류에는 국가가 운영하는 국립 도서관, 지역 사회 주민들이 이용하는 공공 도서관, 대학 도서관, 초·중·고등학교의 학교 도서관, 개인·협회·기업·정부 기관의 요구에 따라 필요한 정보를 수집해서 제공하는 전문·특수 도서관이 있다. 서점과는 엄연히 다르다.

## 역사

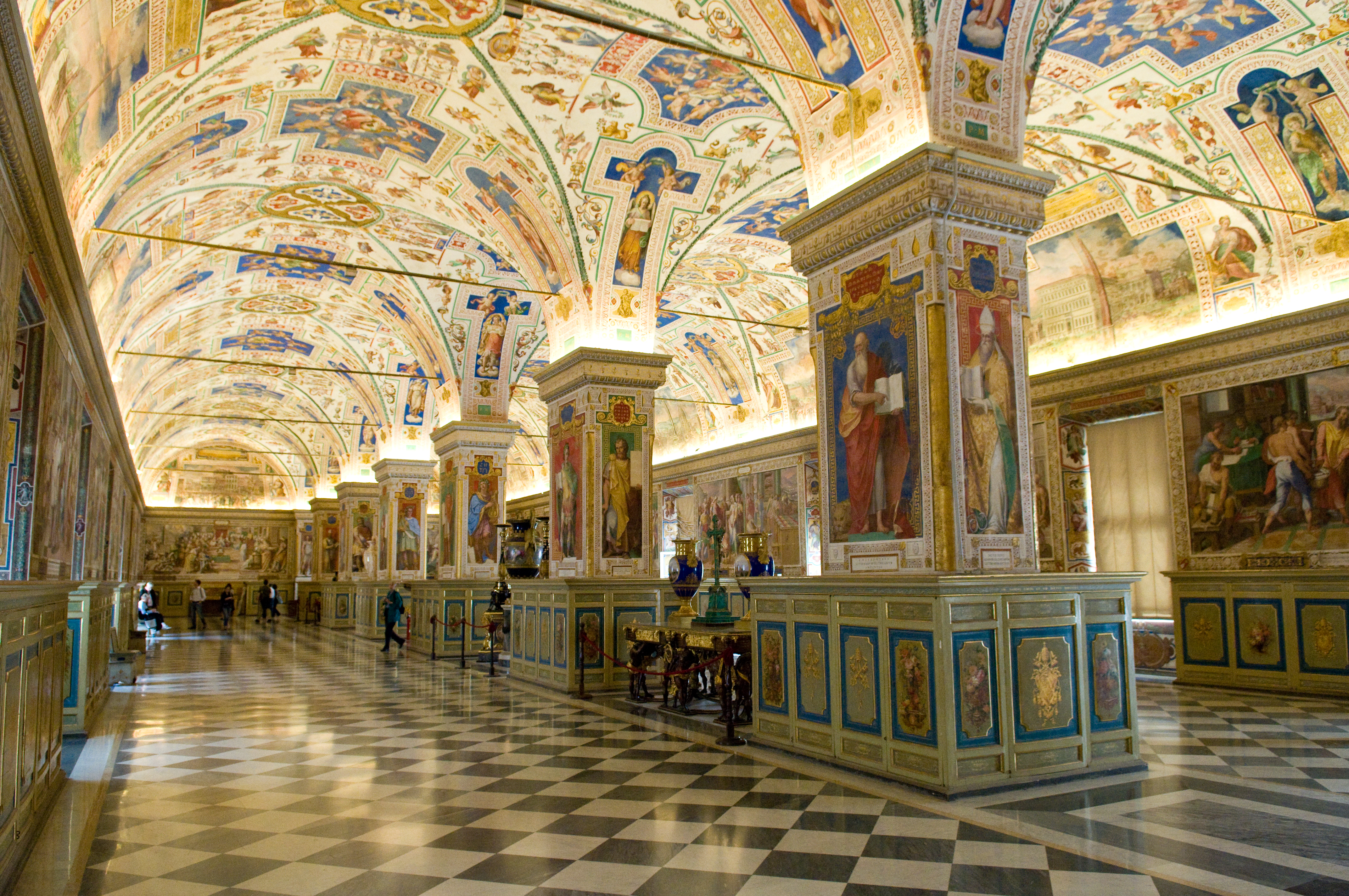
바티칸 도서관 시스티나 홀

도서관은 각지에 흩어진 문서를 수집하여 보관하려는 노력으로 만들어졌다. 수집의 접근성, 자료 수집, 배치 및 찾기 도구, 서적 거래, 다양한 필기 자료의 물리적 속성의 영향, 언어 분포, 교육의 역할, 문해력, 예산, 직원, 특정 대상, 건축 적 장점, 사용 패턴 및 국가의 문화 유산에서 도서관의 역할, 정부, 교회 또는 개인 후원 역할 등이 도서관의 관심 주제다. 1960년대 이래로 도서관 장서의 전산화 및 디지털화가 진행되어 오고 있다.

## 종류
도서관의 종류는 설치 주체에 따라 국립 도서관, 공립 도서관, 사립 도서관으로 나뉘며 사립 도서관은 다시 그 목적에 따라 특수 도서관과 공공 도서관으로 나뉘고 특수 도서관은 다시 학교 도서관, 대학 도서관, 전문 도서관 등으로 나뉜다.

### 국립 도서관
국가 도서관이라고도 하는 국립 도서관은 국가가 직접 관리하는 도서관으로 일반적으로 한 나라를 대표하는 도서관이기에 한 국가당 하나의 국립 도서관만을 두며 그산하에 세부 도서관을 두고 있는 경우가 많다. 세계적으로 유명한 국립 도서관에는 영국의 대영 도서관, 미국 의회 도서관, 프랑스의 국민 도서관, 러시아 국립도서관, 일본 국립국회도서관, 중국 북경도서관 등이 있다. 한국의 국립도서관으로는 국립중앙도서관과 국회도서관이 있다.

### 공립 도서관
공립 도서관은 지방 자치 단체가 설치와 운영을 담당하고 있는 도서관으로 대한민국의 경우 각각의 지방 자치 단체와 교육청들이 도서관의 설치와 운영을 맡고 있다. 세계적으로 유명한 공립 도서관에는 미국의 뉴욕 공립 도서관이 있다.

### 사립 도서관
사립 도서관은 민법의 규정에 의한 법인에 의해 설치된 도서관으로 설치 목적에 따라 전문 도서관과 공공 도서관으로 나뉜다. 일반적으로 국가가 아니라 법인 소속이기에 사립 도서관들은 폭넓은 자료 수집과 함께 특정 자료에 대한 집중적인 수집이 함께 이루어지는 경우가 많다. 예를 들어 특수 도서관의 하위 도서관 중 하나인 점자 도서관의 경우 대다수의 자료 수집을 점자와 오디오북을 대상으로 하고 있다.
대표적인 대한민국의 사립 도서관으로는 느티나무 도서관 재단이 운영하는 느티나무도서관 (용인시)이 있다.

### 학교 도서관
학교도서관이란 대학교를 제외한 초, 중등교육기관에 설치된 도서관을 말하며, 과거의 학교도서관이 자료의 수집, 소장, 관리, 단순한 대출 및 반납 업무에 치중해 있었다면, 현재의 학교도서관은 21세기 지식정보사회에서 학습자들의 정보활용능력을 길러주기 위해 다양한 정보자료를 제공하여 학습자들이 스스로 지식을 구성해 학습할 수 있는 환경을 제공한다.

### 대학 도서관
사립 도서관의 한 종류로 대학 소속의 도서관들을 일컫는다. 대학이라는 시설의 특성상 일부 특정 분야에 특화된 대학을 제외하고는 대학 내 존재하는 전분야의 학과와 관련된 다양한 학문 자료가 수집된다. 일반적으로 대학의 심장이자 자존심이라 불리는 곳이 바로 대학 도서관이다. 세계적으로 유명한 대학 도서관에는 하버드 대학교 도서관, 맨체스터 대학교의 존 라이랜즈 도서관 등이 있으며 일반적으로 유명한 대학교들은 뛰어난 대학 도서관들을 보유하고 있다. 여러가지의 행사를 해준다.

### 전문 도서관
설립 기관의 소속 구성원들을 중점 목표로 하여 특정 분야의 학문을 중점적으로 다룬다. 일반적으로 의학 도서관, 법학 도서관처럼 한 분야에 대한 심도 있는 자료 수집을 중심으로 하기 때문에 타 도서관에 비해 다양한 자료 수집은 힘드나 특정 분야에 대해서는 타의 추종을 불허하는 자료 수집량을 보이곤 한다. 세계적으로 유명한 전문 도서관에는 미 국립 의학 도서관과 파리 역사 도서관 등이 있다.

## 운영 방식

### 자료실의 운영 방식

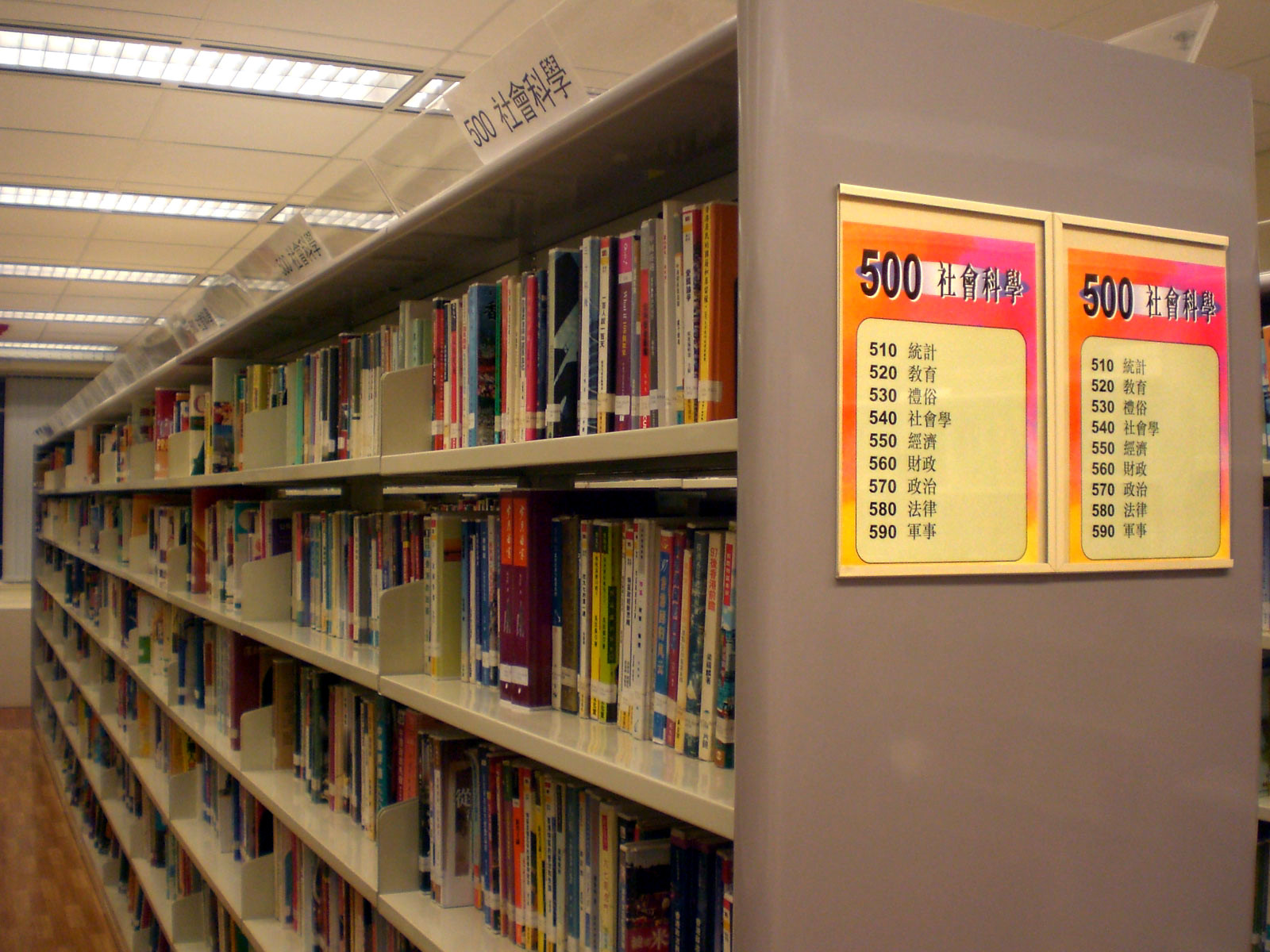
홍콩의 도서관 선반. 독자들이 해당 섹션의 작품을 찾는 데 도움이 되는 분류 체계의 번호를 보여준다.

자료실의 운영 방식은 두 가지로 나뉜다. 한 도서관 내에서도 자료실에 따라 운영 방식을 달리하기도 한다. 언뜻 보면 개가제가 폐가제에 비해 인력 부담이 적을 것 같지만 실제로는 비슷하다.
- 개가제(開架制): 이용자가 직접 서가에서 책을 찾아볼 수 있도록 하는 운영 방식으로 중세~근대 시기 출판량의 급증에 따라 책의 가치가 떨어지면서 점차 확산되기 시작한 시스템이다. 폐가제에 비해 많은 이용자가 열람할 수 있으나 대신 책을 잃어버리거나 훼손될 가능성이 높다. 이용자가 많은 자료실이나, 보존 가치가 낮은 자료실에서 주로 이 방식으로 운영된다.
- 폐가제(閉架制): 이용자가 사서에게 책을 신청하면 사서가 이용자에게 책을 가져다 주는 운영 방식. 개가제에 비해 역사가 길어 고대~근대까지의 거의 모든 도서관은 이 방식을 채택했다. 모든 자료의 출납이 기록되므로 개가제에 비해 책을 잃어버리거나 훼손될 가능성이 적다. 이용자가 적은 자료실이나, 보존 가치가 높은 자료실에서 주로 이 방식으로 운영된다. 주로 이 방식으로 운영되는 것은 고전이나 학위 논문 등으로 이용률은 낮다.

### 열람실의 운영 방식
대한민국의 도서관에는 주로 열람실이 있다. 열람실에서 본인이 갖고 온 책을 보며 공부할 수 있다. 그러나 이는 도서관 본연의 기능을 저해하는 것이므로, 최근에는 열람실을 아예 만들지 않거나, 만들어도 크게 만들지 않는 도서관도 생기고 있다.

## 각국의 도서관

### 대한민국의 도서관
2016년 기준으로 대한민국에는 공공 도서관 1004곳, 학교 도서관 11,495곳이 있다.
- 국립 중앙 도서관
- 대한민국 국회도서관
- 대전광역시 한밭도서관
- 국립어린이청소년도서관
- 국회도서관

### 해외의 도서관
- 신 알렉산드리아 도서관 (The Bibliotheca Alexandrina)
- 영국 도서관 (The British Library)
- 보들리안 도서관 (The Bodleian Library)
- 케임브리지 대학교도서관 (The University of Cambridge Library)
- 맨체스터 대학교 존 라이랜즈 도서관 (The University of Manchester - John Rylands Library)
- 미국 의회도서관 (The Library of Congress)
- 뉴욕 공립도서관 (The New York Public Library)
- 하버드 대학교도서관 (The Harvard University Library)
- 칭화 대학교도서관 (Tsinghua University Library)
- 프랑스 국립도서관 (La Bibliothèque nationale de France)
- 독일 국립도서관 (Deutsche Nationalbibliothek)
- 베를린 주립도서관 (Staatsbibliothek zu Berlin)
- 오스트리아 국립도서관 (Österreichische Nationalbibliothek)
- 네덜란드 왕립도서관 (Koninklijke Bibliotheek)
- 레이덴 대학도서관 (Universiteitsbibliotheek Leiden)
- 덴마크 왕립도서관 (Det Kongelige Bibliotek)
- 웁살라 대학도서관 (Uppsala universitetsbibliotek)
- 로마 국립중앙도서관 (Biblioteca Nazionale Centrale di Roma)
- 피렌체 국립중앙도서관 (Biblioteca Nazionale Centrale Firenze)
- 앰브로지아나 도서관 (Biblioteca Ambrosiana)
- 스페인 국립도서관 (Biblioteca Nacional de España)
- 러시아 국립 도서관 (모스크바) (Российская государственная библиотека)
- 러시아 국립 도서관 (상트페테르부르크) (Российская Национальная библиотека)
- 바티칸 도서관 (Bibliotheca Apostolica Vaticana)

## 같이 보기
- 기록 보관소
- 공공 도서관 선언
- 도서 분류법
  - 듀이십진분류법, 한국십진분류법